# El padre de la novia (película de 1950)
El padre de la novia (título original en inglés Father of the Bride) es una película de 1950 dirigida por Vincente Minnelli y con Spencer Tracy y Elizabeth Taylor como actores principales.

## Sinopsis
El fiscal Stanley Banks (Spencer Tracy) está muy nervioso porque su preciosa hija mayor Kay (Elizabeth Taylor) le ha comunicado su decisión de casarse con Buckley Dunstan (Don Taylor). Este casamiento provoca en su divertida familia una actividad endiablada que se traduce en nervios y alteraciones. Banks está demasiado ocupado con la lista de invitados, nada menos que trescientos. Todo debe estar preparado, no puede fallar nada en el día más importante en la vida de Kay, pero el caos es inevitable. El problema es que Stanley Banks y su esposa Ellie Banks, (Joan Bennet), se resisten a desprenderse de su hija. Sólo cuando estén sumergidos en la desbordante actividad de los preparativos se darán cuenta de que quizá estén sacando las cosas de quicio.

## Reparto
- Spencer Tracy como Stanley T. Banks
- Joan Bennett como Ellie Banks
- Elizabeth Taylor como Kay Dunstan
- Don Taylor como Buckley Dunstan
- Billie Burke como Doris Dunstan
- Moroni Olsen como Herbert Dunstan
- Marietta Canty como Delilah
- Russ Tamblyn como Tommy Banks
- Tom Irish  as Ben Banks
- Paul Harvey  como Reverendo Galsworthy
- Leo G. Carroll como Sr. Massoula
- Fay Baker como Sra. Bellamy (Sin acreditar)

## Candidaturas
| Premio               | Candidato        | Resultado |
| -------------------- | ---------------- | --------- |
| Mejor película       | Pandro S. Berman | Nominado  |
| Mejor guion adaptado | Albert Hackett   | Nominado  |
| Mejor actor          | Spencer Tracy    | Nominado  |

## Secuelas y adaptaciones
El padre es abuelo (Father's Little Dividend, 1951). Dirigida por Vincente Minnelli y con Spencer Tracy y Elizabeth Taylor como actores principales. Después de casar a su hija Kay con Buckley Dunstan, Stanley Banks se siente un hombre libre y en paz con el mundo. Los días transcurren apaciblemente hasta que se entera de que va a ser abuelo, situación que provocará una gran rivalidad entre su familia y la de su yerno.
El padre de la novia (Father of the Bride, 1991), una nueva versión con Steve Martin en lugar de Spencer Tracy. De la misma existe una segunda parte, Father of the Bride Part II (1995). Como en la secuela del original, la novia y la esposa dan a luz al mismo tiempo.